# Kungsträdgården

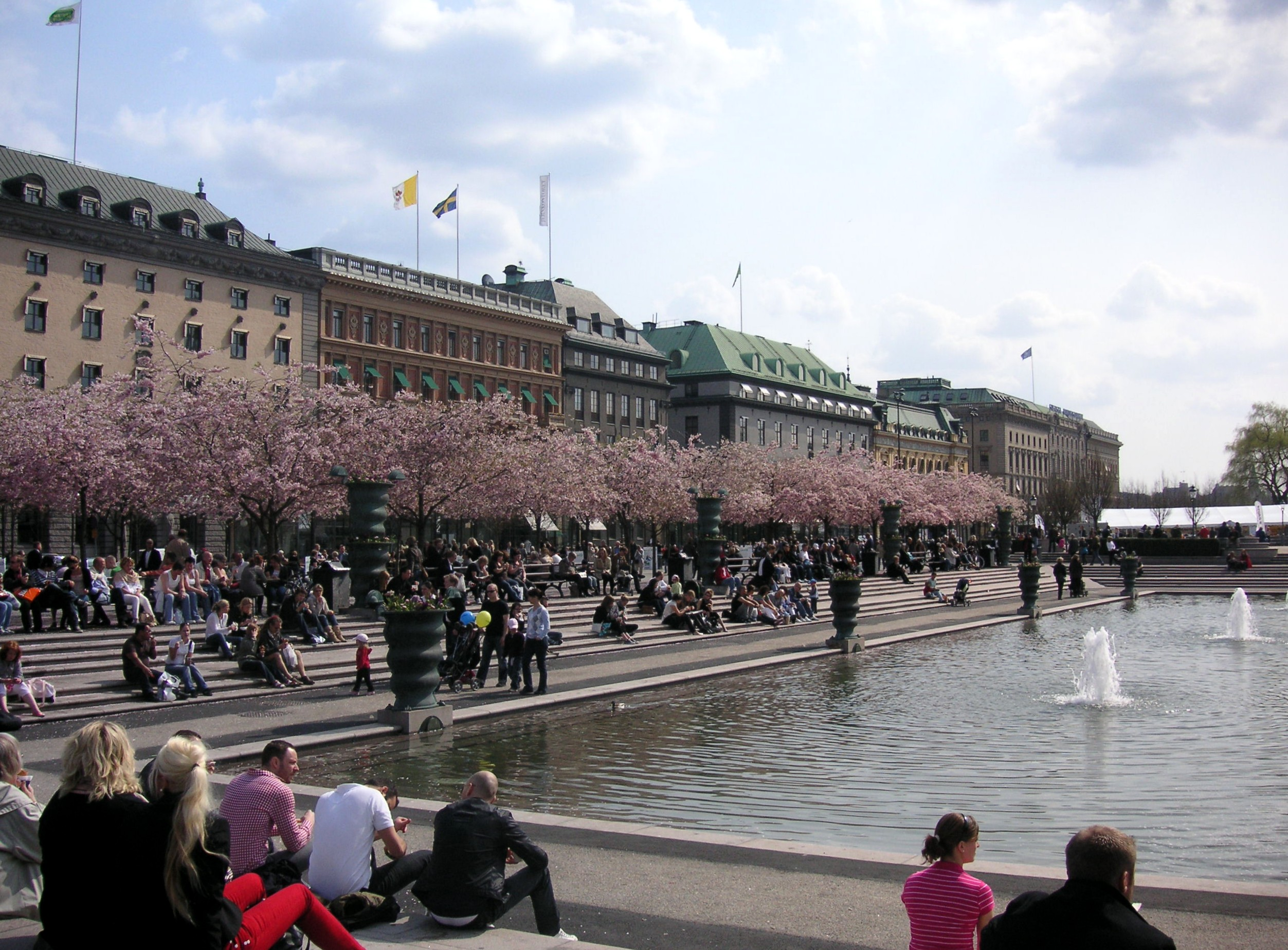
Kungsträdgården

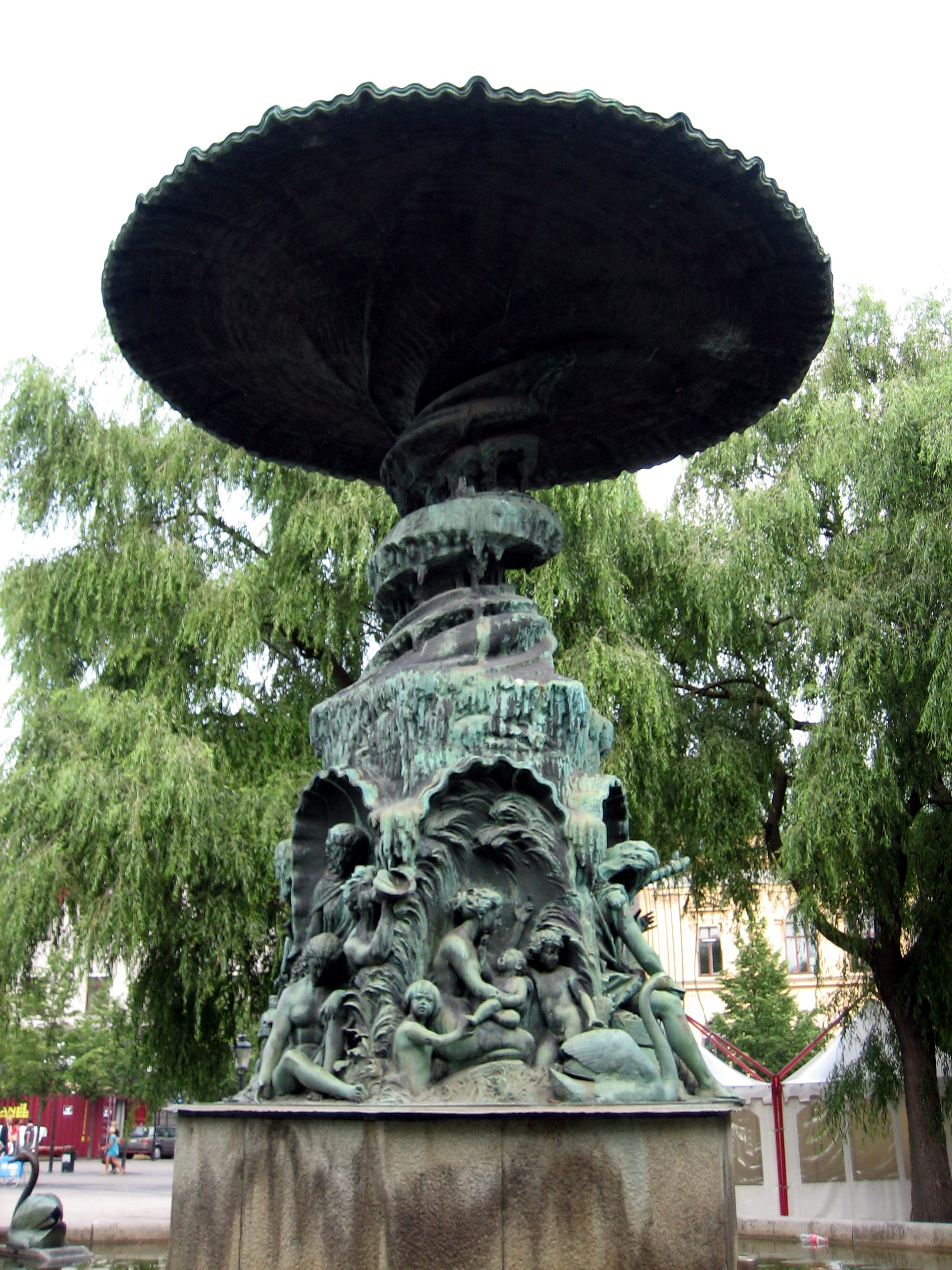
Fontanna Molinsa z 1866

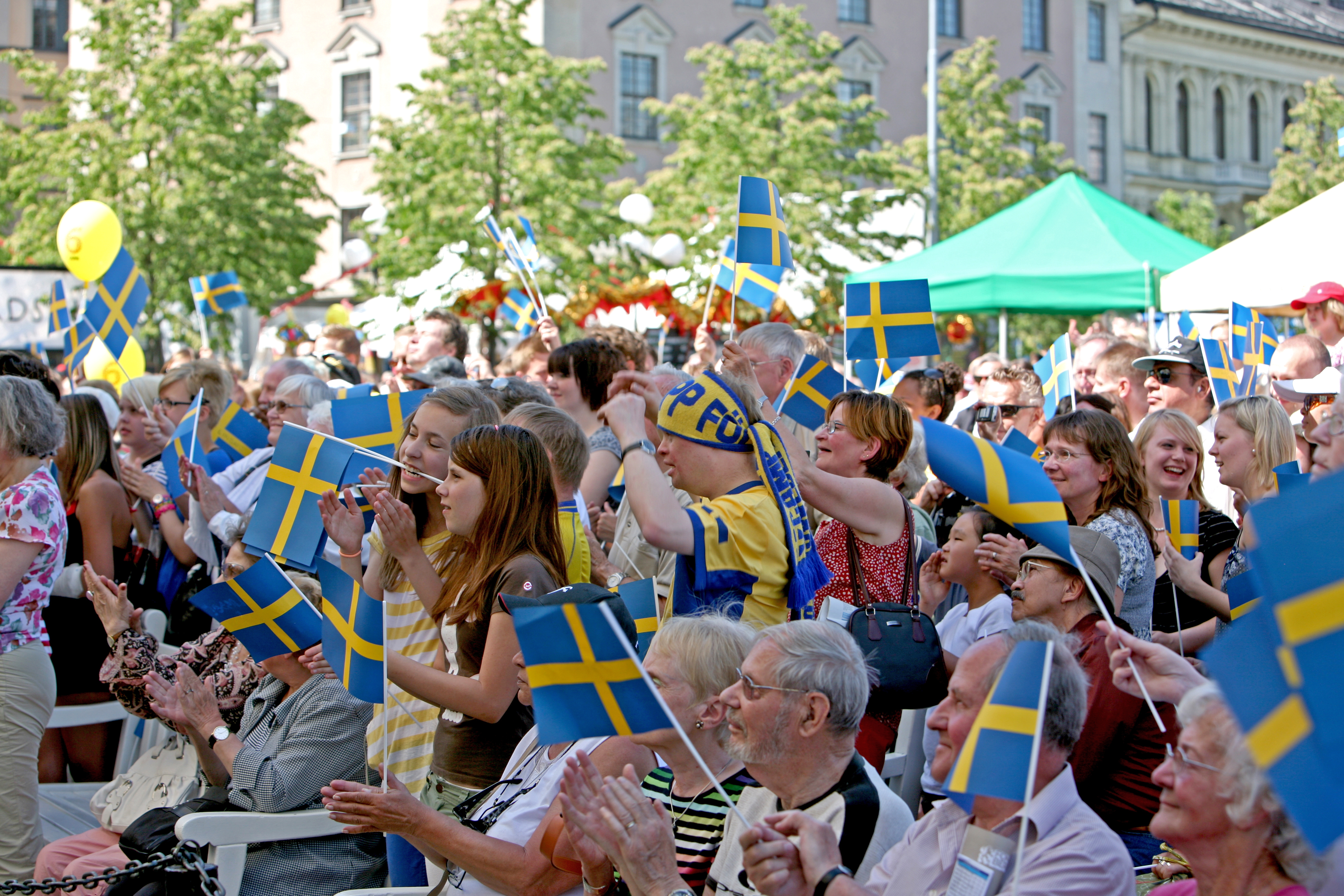
Święto Narodowe Szwecji

Kungsträdgården (pol. Ogrody Królewskie) – park publiczny w centrum Sztokholmu, w dzielnicy Norrmalm. Zaliczany do najstarszych parków w stolicy Szwecji.
Park otaczają liczne restauracje i kawiarnie. W zimie organizowane jest tutaj lodowisko, latem odbywają się koncerty. Podzielony jest na kilka części, w tym: Skwer Karola XII, fontannę Molina, Skwer Karola XIII i fontannę Wolodarskiego (oficjalnie bez nazwy).

## Historia
Początkowo był to park pałacowy wzniesionego w latach 1635–1643 pałacu Makalös. Park był zamknięty dla społeczności, ochraniali go strażnicy i przebywać w nim mogli jedynie członkowie dworu. Gustaw III otworzył park, który stał się popularnym miejscem rozrywek mas. Życie parku w swoich pieśniach opisał szwedzki poeta Carl Michael Bellman.
Park był wielokrotnie przekształcany, między innymi w 1796 do sali tanecznej została dobudowana szklarnia. W 1825 pałac Makalös spłonął.
Dzisiaj są to popularne tereny zielone, których właścicielem jest miasto Sztokholm. Zarządem i pielęgnacją od 1963 zajmuje się Eventagentur będący częścią Sztokholmskiej Izby Handlowej.
Na początku lat 70. XX wieku ogłoszono projekt budowy stacji metra Kungsträdgården, co oznaczało ścięcie wielu starych wiązów. Doprowadziło to do gwałtownych protestów 12 i 13 maja 1971 znanych jako "bitwa o wiązy" (Slaget om almarna), kiedy to ludzie przywiązywali się łańcuchami do drzew. Akcja społeczna uratowała wiązy; dzięki niej wejścia na stację wybudowano na wschód i zachód od parku. Protesty przyczyniły się także do zakończenia okresu wyburzania starych budynków z centrum miasta. Stacja metra Kungsträdgården została otwarta 30 października 1977.
W latach 80. park miał złą reputację, szerzyła się tutaj prostytucja i handel narkotykami. Sytuacja zmieniła się na początku następnego dziesięciolecia, po protestach pod pomnikiem Karola XII, gdy wygląd parku zmodernizowano. W 2004 posadzono 285 nowych lip. Zastąpiły one chore wiązy, których wiek szacowano na około 400 lat. Wyznaczono również miejsca na nowe kawiarnie.